# Max Lutze

Max Lutze um 1920

Max Albert Lutze (* 1. August 1878 in Dresden; † 17. September 1945 in Eberswalde) war ein deutscher Kameramann beim Stummfilm.

## Leben und Wirken
Der Sohn des Waffelbäckers Johann Karl Ernst Lutze und dessen Frau Anna Marie geb. Schulze verdiente seinen Lebensunterhalt zunächst als Artist, ehe er um 1900 – also sehr früh – zur Filmbranche stieß. Am 1. November 1909 gründete er mit dem Kaufmann Hermann Döring die Firma Internationales Film-Atelier Döring & Lutze OHG (1909–1912). In etwa anderthalb Jahrzehnten filmte Lutze für zahlreiche Produktionsgesellschaften, so die Deutsche Mutoskop- und Biograph GmbH, die Vitascope, Pathé Frères, PAGU, May-Film und Terra. Bedeutende von Lutze gedrehte Inszenierungen waren u. a. Joe Mays Trilogie Veritas vincit, die als erste Monumentalfilmproduktion der deutschen Filmgeschichte gilt, sowie Friedrich Wilhelm Murnaus Drama Der Gang in die Nacht. 1924 beendete er seine Arbeit als Kameramann und verlegte sich stattdessen auf kaufmännische Tätigkeiten. Er starb im Herbst 1945 in der Landesanstalt Eberswalde und wurde auf dem Anstaltsfriedhof beigesetzt.
Max Lutze war dreimal verheiratet: Von 1900 bis 1913 mit Emilie Louise Schulze, von 1916 bis 1920 mit Martha Erna Behnke und von 1925 bis 1938 mit Marie Elisabeth Lawatzeck. Seiner ersten Ehe entstammte eine 1906 geborene Tochter.

## Filmografie
- 1912: Der Eid des Stephan Huller, zwei Teile
- 1912: Die schwarze Katze, zwei Teile
- 1914: Das Urteil des Arztes
- 1915: Das achte Gebot
- 1915: Der Katzensteg
- 1915: Robert und Bertram
- 1918: Das rollende Hotel
- 1918: Die Bettelgräfin
- 1918: Die Ratte
- 1918: Diplomaten
- 1918: Fünf Minuten zu spät
- 1918: Ihr großes Geheimnis
- 1918: Raimundus und das Hexlein
- 1918: Veritas vincit
- 1919: Das Auge des Götzen
- 1919: Das Recht der freien Liebe
- 1919: Der blaue Drachen
- 1919: Der Muff
- 1919: Die Krone von Palma
- 1919: Die närrische Fabrik
- 1919: Die Okarina
- 1919: Die schwarze Marion
- 1919: Lilli
- 1919: Lillis Ehe
- 1919: Maria Magdalene
- 1919: Nach dem Gesetz
- 1919: Graf Sylvains Rache
- 1920: Föhn
- 1920: Gräfin Walewska
- 1920: Können Gedanken töten? Gefesselte Menschen
- 1920: Manolescus Memoiren
- 1920: Peters Erbschaft. Fiedje Dreiers Geschichten. 1. Teil
- 1920: Weltbrand
- 1921: Aschermittwoch
- 1921: Das blonde Verhängnis
- 1921: Der Gang in die Nacht
- 1921: Der Streik der Diebe
- 1921: Die Sängerin
- 1922: Ein neues Leben
- 1922: Jimmy, ein Schicksal von Mensch und Tier
- 1922: Monna Vanna
- 1923: Der Geldteufel
- 1923: Glanz gegen Glück
- 1923: Ich hatt’ einen Kameraden
- 1924: Harry & Co.
- 1924: Mater dolorosa